# جورج إبرامسن
جورج إبرامسن (بالإنجليزية: George Abramson)‏ هو لاعب كرة قدم أمريكية أمريكي، ولد في 13 مايو 1903 في إفيليث في الولايات المتحدة، وتوفي في 15 مارس 1985 في بيفرلي هيلز في الولايات المتحدة.